# Stick It - Sfida e conquista
Stick It - Sfida e conquista è un film commedia del 2006 con protagonisti Missy Peregrym, Jeff Bridges e Vanessa Lengies. È stato scritto e diretto da Jessica Bendinger, film che segna il suo debutto come regista.

## Trama
Haley Graham è una ginnasta con un passato agonistico. Dopo il suo abbandono nella finale mondiale e la conseguente squalifica della squadra della nazionale USA, Haley inizia a compiere insieme ai suoi amici atti di vandalismo. Dopo l'ennesimo richiamo della polizia, i danni da risarcire sono troppi, ma il padre decide di finanziare due diverse offerte invece che rinchiuderla nel carcere minorile: l'accademia militare, o l'Accademia Ginnastica Vickerman. Anche se controvoglia, Haley è costretta ad andare nella seconda struttura, dove l'accoglienza è tutt'altro che calda.
Con l'aiuto di Burt Vickerman (il boss della palestra) si rimette in forma, e con il passare del tempo le inimicizie si placano. Per la prima volta l'intera squadra è classificata a livello nazionale, e la VGA si presenta ai campionati, dove tutte daranno il meglio e insieme alle altre ginnaste daranno una bella lezione ai giudici: non saranno più loro a decidere la vincitrice, ma le ginnaste stesse, squalificandosi. Alla fine Haley vince la medaglia d'oro, facendo un'esibizione a corpo libero.